# آرچیبالد کری
سرهنگ آرچیبالد کری (Archibald Cary) (زادهٔ ۲۴ ژانویه ۱۷۲۱ – درگذشتهٔ ۲۶ فوریه ۱۷۸۷)،‏ مزرعه‌دار، سرباز، سیاستمدار و زمین‌دار بزرگ اهل ویرجینیا بود. وی یکی از شخصیت‌های سیاسی مستعمره ویرجینیا بود.

## اوایل زندگی
سرهنگ آرچیبالد در ۲۴ ژانویه ۱۷۲۱ متولد شد. او پسر هنری کری جونیور و آن ادواردز کری بود. او در ویلیامزبرگ و آمپتهیل، ویرجینیا آموزش دیده و تصور می‌شود که در کالج ویلیام و مری درس خوانده‌است.
هنگام مرگ پدر خود در ۱۷۴۲ میلادی، کری بیش از ۴٬۰۰۰ آکر زمین در دو سوی رود ویلیز به ارث برد، منطقه‌ای که در نهایت شهرستان‌های کامبرلند و باکینگهام در آن تأسیس گردید. مزرعه وی، معروف به باکینگهام، در نقشه جوشوآ فرای-پیتر جفرسون (۱۷۵۲ میلادی) قرار داشت.

## حرفه
کری از ۱۷۵۶ تا ۱۷۷۶ میلادی عضو مجلس ایالتی ویرجینیا بود. در ۱۷۶۴ میلادی، وی عضو کمیته‌ای از مجلس ایالتی ویرجینیا بود که قطعنامه‌های مخالف قانون تمبر پیشنهادشده را نوشت، اما سال بعدی او بر علیه قطعنامه‌های ویرجینیای پاتریک هنری رأی داد، چون آنها را شتاب‌آمیز و بسیار تحریک‌آمیز می‌دانست.
با بالارفتن تنش‌ها با کشور مادر، کاری در ۱۷۷۳ میلادی به عنوان عضو کمیته مراسلات ویرجینیا خدمت کرد. زمانی که مجلس ایالتی ویرجینیا در آغاز جنگ انقلاب آمریکا توسط پارلمان بریتانیا ملغا شد، وی به عنوان نماینده در کنوانسیون‌های ویرجینیا خدمت کرد. در پنجمین کنوانسیون ویرجینیا در ماه مه ۱۷۷۶، وی به عنوان رئیس کمیته‌ای خدمت می‌کرد که قطعنامه استقلال را تأیید نمود، چیزی که نمایندگان ویرجینیا را به دومین کنگره قاره‌ای برای پیشنهاد اعلامیه استقلال راهنمایی کرد. پس از اینکه ویرجینیا در ۱۷۷۶ میلادی یک ایالت مستقل شد، کری نخستین رئیس مجلس سنای ویرجینیا شده و تا زمان مرگ خود در این سمت باقی ماند.

### جنگ انقلاب آمریکا
در جریان جنگ انقلاب آمریکا، کری به عنوان مسئول استخدام و تأمینات در ویرجینیای مرکزی گماشته شد. توماس جفرسون، همکار وی در مجلس ایالتی ویرجینیا و هم‌دانشگاهی او در کالج ویلیام و مری، از وی درخواست نمود تا برای تأمین هزینه شبه‌نظامیان ویرجینیا به مستعمره ویرجینیا پول قرض دهد و جفرسون وعده سپرد که دین وی بعدتر پرداخت شود، هرچند هرگز دوباره پرداخت نشد. وی بنا بر دلایل زیر از شبه‌نظامیان ویرجینیا حمایت مالی کرد: هرچند وی همیشه به تاج و تخت بریتانیا وفادار بود (او فرمانی از تاج و تخت برای هزاران جریب فرنگی ملک خود در مزرعه آمپتهیل داشت)، اما او به‌طور روزافزونی از تلاش‌های بریتانیا برای ادامه فروش برده در آمریکا خسته شده بود. هرچند او مالک حدود ۲۰۰ بود، اما به این نتیجه رسیده بود که همه چیز در رابطه با تجارت برده و مالکیت برده‌های آفریقایی تنها مشکلات بزرگتری در آمریکا ایجاد می‌کرد.

### سابقه
کری، در میان باپتیست‌ها به دستگیری تعدادی زیادی از باپتیست‌ها به‌خاطر موعظه بدون مجوز، معروف بود. در یک رویداد، یک واعظ باپتیست به موعظه خود از دریچه سلول زندان ادامه می‌داد. برای حل این مشک، کری دیواری در اطراف زندان بلند کرد.
لقب کری، «آهن کهنه» بود. او مدیریت کارخانه ساخت آهن به‌نام چسترفیلد فورج را پیش می‌برد، کارخانه‌ای که کار خود را در ۱۷۵۰ میلادی آغاز نموده و در ۱۷۸۱ میلادی، زمانی که بندکت آرنولد آنرا به آتش کشید، پایان داد. او مالک اسب‌های خوش نژاد انگلیسی بود و با انگلستان تجارت می‌کرد.

## زندگی شخصی
کری در ۳۱ مه ۱۷۴۴ با مری راندولف ازدواج کرد، مری دختر ریچارد راندولف از کورلز و خواهر ویلیام راندولف از توکهو (۱۷۱۳ – ۱۷۴۶ میلادی) بود، کسی که با ماریا پیج (دختر مان پیج) ازدواج کرده بود. این زوج صاحب نُه فرزند بودند و از طریق ازدواج وی، فرزندان کری نوادگان خوبی پوکاهانتس بودند. فرزندان آنها مشتمل بود بر:
- آن کری (۱۷۴۵ – ۱۷۸۹ میلادی)، کسی که با توماس مان راندولف (۱۷۴۱ – ۱۷۹۳ میلادی)، پسر عموی خود، ازدواج کرد.[۱۵]
- جین کری (۱۷۵۱ – ۱۷۷۴ میلادی)، کسی که در ۱۷۶۸ میلادی با توماس ایشام راندولف (۱۷۲۲ – ۱۷۷۸ میلادی)، پسر ایشام راندولف و دایی رئیس‌جمهور ایالات متحده توماس جفرسون، ازدواج کرد.[۱۶][۱۷]
- هنری کری (۱۷۵۲ – ۱۷۵۸ میلادی)، در نوجوانی درگذشت.
- سارا کری (۱۷۵۳ – ۱۷۷۳ میلادی)، کسی که با آرچیبالد بولنگ دوم (۱۷۴۸ – ۱۸۲۷ میلادی) ازدواج کرد.
- الیزابت کری (۱۷۶۰ – ۱۷۷۵ میلادی)، کسی که با رابرت کینکید (۱۷۵۱ – ۱۸۰۱ میلادی) ازدواج کرد.
- مری «پولی» کری (۱۷۶۶ – ۱۷۹۷ میلادی)، کسی که با کارتر پیج (۱۷۵۸ – ۱۸۲۵ میلادی) ازدواج نمود.

## ارجاعات
1. ↑  Tyler, Encyclopedia of Virginia Biography, 8.
2. ↑  Harrison, Fairfax (1919). The Virginia Carys: An Essay in Genealogy (به انگلیسی). New York: The De Vinne Press. ISBN 9785878936248. Retrieved 20 March 2017. Archibald Cary (1721–1787).
3. ↑  Byars, William Vincent (1916). B. and M. Gratz: Merchants in Philadelphia, 1754-1798; Papers of Interest to Their Posterity and the Posterity of Their Associates (به انگلیسی). Hugh Stephens Printing Company. Retrieved 20 March 2017.
4. ↑  Tarter, Brent. "Cary, Archibald (1721–1787)". Encyclopedia Virginia. Retrieved 2016-05-04.
5. ↑  Lancaster, Robert Alexander (1915). Historic Virginia homes and churches (به انگلیسی). Lippincott. p. 106. Retrieved 20 March 2017. Archibald Cary (1721–1787).
6. ↑  Yeck, Joanne L. Yeck, "At A Place Called Buckingham". Kettering, Ohio: Slate River Press, 2011.
7. ↑  Virginia. General Assembly, Journals of the House of Burgesses of Virginia, 1766-1769, p.11
8. ↑  Member of Last Assembly of 1775–1776; last official session met beginning June 1, 1775, later meetings had no quorum. Stanard, 1902, pp. 197–200.
9. ↑  «Falling Creek History, The Falling Creek Ironworks Foundation». بایگانی‌شده از اصلی در ۲۴ سپتامبر ۲۰۱۷. دریافت‌شده در ۱۷ آوریل ۲۰۲۲.
10. ↑  Page, Richard Channing Moore (1893). "Randolph Family". Genealogy of the Page Family in Virginia (2 ed.). New York: Press of the Publishers Printing Co. pp. 249–272.
11. ↑  Crawford, Alan Pell (2000). Unwise Passions: A True Story of a Remarkable Woman--and the First Great Scandal of Eighteenth-century America (به انگلیسی). Simon and Schuster. p. 7. ISBN 978-0-684-83474-0. Retrieved 20 March 2017. Archibald Cary (1721–1787).
12. ↑  Tilton, Robert S. (1994). "Notes". Pocahontas: The Evolution of an American Narrative. Cambridge University Press. p. 191. ISBN 978-0-521-46959-3.
13. ↑  "A Guide to the Cary Family Papers, 1748-1772". ead.lib.virginia.edu (به انگلیسی). The Library of Virginia. Retrieved 20 March 2017.
14. ↑  Tarter, Brent. "Cary, Archibald (1721–1787)". www.encyclopediavirginia.org (به انگلیسی). Dictionary of Virginia Biography. Retrieved 20 March 2017.
15. ↑  Harbury, Katharine E. (2004). Colonial Virginia's Cooking Dynasty (به انگلیسی). University of South Carolina Press. ISBN 978-1-57003-513-5. Retrieved 20 March 2017.
16. ↑  Glenn, Thomas Allen, ed. (1898). "The Randolphs: Randolph Genealogy". Some Colonial Mansions: And Those Who Lived In Them: With Genealogies Of The Various Families Mentioned. Vol. 1. Philadelphia, Pennsylvania: Henry T. Coates & Company. p. 459.
17. ↑  Sons of the Revolution in State of Virginia Quarterly Magazine (به انگلیسی). Sons of the Revolution in the State of Virginia. 1922. Retrieved 20 March 2017.